# デジタルラジオ推進協会
一般社団法人デジタルラジオ推進協会（デジタルラジオすいしんきょうかい、The association for promotion of digital radio broadcasting）は、新たな放送サービスの開発と、放送の需要動向等に関する調査研究を行うことを目的としていた非営利団体である。略称はDRP。

## 概要
超短波放送をFMからデジタル化することを想定し、2003年（平成15年）から地上デジタル音声放送の試験放送を開始。
2006年（平成18年）からは、地下街などの遮蔽された難視聴地域向け、地上デジタルテレビ放送・FM放送・AM放送の再送信を行う事業も開始した。
地上デジタル音声放送が制度化されず事業としての見込みが立たなくなったことを受け、2011年（平成23年）に試験放送を終了。2014年（平成26年）に放送波遮蔽対策推進協会と改称・改組し、再送信事業のみを行う組織となった。
放送波遮蔽対策推進協会は、東京・大阪・名古屋地区の地下街に再送信事業を展開、2020年(令和2年)に地下街の管理会社に事業継承して同年解散した。

## 沿革
- 2001年（平成13年）10月23日 - 社団法人として設立。事務所を東京タワー芝公園スタジオビルに置く。
- 2003年（平成15年）
  - 10月1日 - 東京と大阪の実用化試験局の免許取得
  - 10月10日 - 試験放送開始[1]
- 2007年（平成19年）
  - 2月19日 - 東京局が増力[2]
  - 6月27日 - 情報通信審議会がテレビ放送用周波数帯の内、170MHzから205MHzは「警察・消防等の自営通信に割り当てること」を答申[3]
  - 12月6日 - 170MHzから205MHzの放送業務への割当ては平成23年7月24日までとし、以後は移動業務に割り当てられることとなった。[4]
    - 試験放送は2011年7月24日に終了することとなった。[5]
- 2010年（平成22年）
  - 6月30日 - 大阪局の試験放送終了[6]
  - 10月5日 - 試験放送を当初予定の翌年7月24日より約4ヶ月前倒し3月31日に終了すると発表[7]
    - 「デジタルラジオの実用化試験放送に於いて一定の成果を上げた事や、残る検証も2010年度（平成22年度）内に終了する目途が立った事」を理由としている。
- 2011年（平成23年）3月31日 - 試験放送終了[8]
- 2012年（平成24年）4月30日 - 事務所を日本女子会館に移転
- 2013年（平成25年）4月1日 - 一般社団法人化[9]
- 2014年（平成26年）4月1日 - 放送波遮蔽対策推進協会（The association for dtv and radio retransmission promotion）と改称[10]

遮蔽対策事業に関しておよび上記以後は、放送波遮蔽対策推進協会#沿革を参照。

## 構成
2013年（平成25年）4月1日現在

理事長
- 清水洋二

正会員
- 朝日放送
- FM802
- 大阪放送
- 東京放送ホールディングス
- ニッポン放送
- 日本放送協会（NHK）
- 文化放送
- 毎日放送

賛助会員
協会の事業を賛助するラジオ・テレビ放送事業者、受信機器・放送設備メーカーや広告代理店など、27社
特別会員
不感対策事業に参加する地下街の管理会社や放送事業者など、33社

## 無線局
実用化試験局の免許の概要 を掲げる。
|               | 東京局                                             | 大阪局                                           |
| ------------- | -------------------------------------------------- | ------------------------------------------------ |
| 免許の日      | 平成15年10月1日                                    | 平成15年10月1日                                  |
| 呼出符号      | JOAZ-FM                                            | JOBZ-FM                                          |
| 呼出名称      | とうきょうデジタルエフエムほうそうじつようかしけん | おおさかデジタルエフエムほうそうじつようかしけん |
| 周波数        | 190.214286MHz                                      | 190.214286MHz                                    |
| 空中線電力    | 2.4kW（注） （1セグメントあたり300W）              | 240W （1セグメントあたり30W）                    |
| 注 当初は800W |                                                    |                                                  |

周波数
周波数はアナログテレビジョン放送の7チャンネル相当であった。
呼出符号
呼出符号の「JOAZ」と「JOBZ」は、かつてはNHKに指定するものとされ、JOAZは名寄ラジオ中継局やNHK佐世保支局に指定されていたことがあるが、JOBZが指定されたことはなかった。
後に臨時目的放送の制度化以降は臨時目的放送局にNHKに未指定のものを指定するものとされ、複数のイベント放送局や臨時災害放送局に指定された。
臨時目的放送局はコミュニティ放送の制度化時に「JOYZ」を指定するものとされ、1994年（平成6年）にJOAZが柏崎市のぎおん柏崎まつりの、JOBZが羽咋市の羽咋市まつりのイベント放送局に指定された後は、何れの無線局にも指定されていなかった。